# Te Kūiti
Te Kūiti – miasto w Nowej Zelandii. Położone w zachodniej części Wyspy Północnej, w regionie Waikato, 4399 mieszkańców. (dane szacunkowe – styczeń 2010).